# 顺阳公主 (北周)
順陽公主，宇文氏，追尊周文帝宇文泰女儿，北周武帝妹妹，隋滕穆王楊瓚元妃。
顺阳公主在北周时嫁给了楊瓚。她与嫂子獨孤伽羅的关系并不融洽。581年，楊瓚的哥哥杨坚受禅建立隋朝。宇文氏的丈夫楊瓚被立为滕王，但此时宇文氏更加郁郁不得志，背地有咒诅。因此，隋文帝杨坚命楊瓚休妻。但是楊瓚不忍與宇文氏離異。在楊瓚的固請之下，隋文帝只好妥協，但是仍然除去了宇文氏的皇族屬籍。